# ENEA (Italia)
La Agenzia nazionale per le nuove tecnologie, l'energia e lo sviluppo económico sostenibile (ENEA) (Agencía nacional por las nuevas tecnologías, energía y desarrollo económico sostenible) es el segundo más grande organismo público de investigación italiano.
Su historia está conectada a la historia de la política energética de Italia y, en particular, a la producción de energía nuclear.

## Historia
En 1952 fue instituido el Comitato Nazionale per le Ricerche Nucleari (CNRN) que en 1960 fue transformado en Comitato Nazionale per l’Energía Nucleare (CNEN).
El ENEA nació en 1982 con la transformación del CNEN en Comitato nazionale per la ricerca e lo sviluppo dell'Energia Nucleare e delle Energie Alternative ("Organismo nacional de investigación y desarrollo de la Energía Nuclear y de las Energías Alternativas").
Después del accidente de Chernóbil, occurrido en 1986, Italia abandonó la producción de energía nuclear a conseguencia de un referéndum popular. Eso causó en 1991 un cambio de la declaración de la misión del ENEA y consecuentemente de su denominación oficial que volvió a Ente per le nuove tecnologie, energía e ambiente ("Organismo por las nuevas tecnologías, energía y medio ambiente").
En 2009 el ENEA empezó una reorganización de acuerdo con el renovado programa nuclear italiano del gobierno Berlusconi y cambió de nuevo su denominación reemplazando al término "ambiente" con "sviluppo económico sostenibile".
En consecuencia del accidente nuclear de Fukushima I un segundo referéndum contra la producción de energía nuclear en Italia tuvo un éxito del 94% decretando el fin del nuevo programa nuclear italiano. El ENEA es actualmente en la espera de una ulterior restructuración.

## Centros y laboratorios de investigación
- Centro de investigación de Bolonia
- Centro de investigación de Brasimone (cerca de Bolonia)
- Centro de investigación de Brindisi
- Centro de investigación de Casaccia (Roma)
- Laboratorio de investigación Faenza
- Centro de investigación de Frascati
- Laboratorio de investigación Ispra
- Centro de investigación de Portici
- Centro de investigación de Santa Teresa (Pozzuolo di Lerici, cerca de La Spezia)
- Centro de investigación de Saluggia
- Centro de investigación de Trisaia